# Assuan-Staumauer
Die Assuan-Staumauer (auch Alter Assuan-Damm, arabisch سد أسوان sadd aswān, DMG sadd aswān, englisch Aswan Low Dam) ist eine 1902 fertiggestellte und 1912 sowie 1934 erhöhte Talsperre über den Nil oberhalb von Assuan und unterhalb des Assuan-Staudamms (Assuan-Hochdamm) in Ägypten.
Die Assuan-Staumauer diente zusammen mit dem ebenfalls 1902 fertiggestellten, ca. 540 km flussabwärts gelegenen Asyut-Stauwehr dazu, große Gebiete der ägyptischen Landwirtschaft auch außerhalb der Nilflut mit Wasser zu versorgen. Sie waren nach den Delta Barrages das erste große Projekt, mit dem die von der Nilflut abhängige saisonale Bewässerung in Überschwemmungsbassins auf die ganzjährige Kanalbewässerung umgestellt wurde.
Die Assuan-Staumauer war bei ihrer Fertigstellung die größte Staumauer der Welt. Ihr 1934 installiertes Wasserkraftwerk war das erste in Ägypten. Durch den Bau des Assuan-Hochdamms 1971 verlor sie weitgehend an Bedeutung. Sie dient heute vor allem der Stromerzeugung und als Straßenverbindung über den Nil.

## Beschreibung
Die Assuan-Staumauer ist eine Gewichtsstaumauer mit geradlinigem Grundriss und einer 1965 m langen Dammkrone. Die Staumauer war ursprünglich 21,5 m hoch; sie war an der Basis 24,5 m und an der Krone 7 m breit. Zwischen 1907 und 1912 wurde sie auf 26,5 m und von 1929 bis 1934 auf 35,5 m erhöht. Sie besteht aus Granit-Werksteinblöcken mit einem Kern aus Bruchsteinmauerwerk. Über die nun 9,42 m breite Dammkrone führt heute eine zweispurige Straße, die die kürzeste Strecke zwischen Assuan und dem Flughafen bietet.
Die Assuan-Staumauer hatte 140 Grundablässe mit je 14 m² und 40 höher angeordnete Ablässe mit je 7 m² Querschnitt, die von einem großen Portalkran auf der Dammkrone bedient wurden. Die Pfeiler zwischen den Durchlässen waren 5 m stark. Zwischen Gruppen von jeweils zehn Ablässen standen 10 m breite Stützpfeiler. An der Westseite wurde eine 1600 m lange Schifffahrtsrinne und eine Schleuse mit vier Kammern à 75 m × 9,5 m eingebaut. Die nach dem Vorbild des Panamakanals gebauten Schleusentore sind zwischen 9 und 19 m hoch.
Während der steigenden Flut konnten 15.080 m³/s Wasser samt dem Nilschlamm passieren. Sobald das Wasser klarer wurde, wurden die Schütze weitgehend geschlossen, so dass sich bis März/April ein Stauvolumen von 1000 Mio. m³ (zuletzt von 5000 Mio. m³) ansammelte, das während der Niedrigwasserperiode von Mai bis Juli für die Füllung der Bewässerungskanäle abgelassen wurde.
Die Assuan-Staumauer führte zur Überflutung der oberhalb von Assuan gelegenen Abschnitte des Ersten Katarakts. Die Schifffahrt auf dem Nil konnte durch die Schleuse die Staumauer und den Katarakt überwinden und ungehindert bis Wadi Halfa fahren. Während die Höhe der ursprünglichen Staumauer mit Rücksicht auf die Tempel der Insel Philae begrenzt wurde, führten die späteren Erhöhungen der Staumauer zur Überflutung auch der Insel, deren Tempel schließlich von 1977 bis 1980 auf eine benachbarte, höhere Insel verlegt wurden.
In den Felsen des westlichen Ufers sowie an der Unterwasserseite befinden sich die Kraftwerke Aswan I und Aswan II.

## Geschichte

### Vorgeschichte
Der um 1011 am Hof des Kalifen Al-Hakim in Kairo tätige arabische Gelehrte Abu Ali al-Hasan ibn al-Haitham (Alhazen) soll schon die Idee gehabt haben, den Nil durch einen Damm bei Assuan zu regulieren, die aber nicht verwirklicht wurde.
In der Neuzeit war erstmals mit dem von Muhammad Ali Pascha (1805–1848 Vizekönig von Ägypten) befohlenen Bau der Delta Barrages die von der Nilflut unabhängige Kanalbewässerung im Nildelta eingeführt und für den Anbau von Baumwolle eingesetzt worden. Ismail Pascha (1863–1879 Vizekönig) hatte den in Asyut beginnenden, 320 km langen und 1873 fertiggestellten Ibrahimiyya-Kanal bauen lassen, der das noch nicht regulierte Nilwasser mit zahlreichen Seitenkanälen insbesondere zu den Zuckerrohrfeldern des Vizekönigs führte.

### Planung
Schon während der Sanierung der Delta Barrages durch die Briten wurde die Möglichkeit erkennbar, die ganzjährig bewässerten Felder enorm auszudehnen. Dazu musste jedoch ein ausreichendes Stauvolumen angelegt werden, um auch während der Niedrigwasserperiode von Mai bis Juli genügend Wasser in die Kanäle leiten zu können.
In ihrer ersten Untersuchung von 1894 kamen William Willcocks und William Edmund Garstin zu dem Ergebnis, dass dazu nur ein Damm auf dem felsigen Untergrund des Ersten Kataraktes bei Assuan in Frage komme. Um zu verhindern, dass der Stausee in kürzester Zeit durch Sedimente gefüllt wird, musste der Damm so viele Durchlässe haben, dass die Flut fast ungehindert passieren konnte. Für ein Projekt dieser Art und Größe gab es, abgesehen von den Delta Barrages, keinerlei Vorbild. Dennoch befürwortete eine technische Kommission unter Leitung von Benjamin Baker die Pläne ohne Vorbehalt. Sie wies aber auf die mit dem Damm verbundene Überschwemmung der Tempel von Philae hin. Um sie zu vermeiden, schlug die Kommission vor, die Tempel abzubauen und auf eine höhere Insel zu verlegen. Die Regierung entschied sich darauf aber für einen Damm mit einem reduzierten Stauziel von nur 20 m über dem Unterwasser.

### Bau
Die Pläne blieben jedoch liegen, bis Sir Ernest Cassel 1898 die Finanzierung bereitstellte. Die Assuan-Staumauer wurde darauf zusammen mit dem ca. 540 km flussabwärts gelegenen Asyut-Stauwehr von dem Unternehmen Sir John Aird & Co. gebaut. Als Bauherr fungierte Vize-Bauminister William Gerstin, Benjamin Baker war der Beratende Ingenieur. Das Asyut-Stauwehr diente zur regulierten Ausleitung des Wassers aus dem Nil in den dort beginnenden Ibrahimiyya-Kanal und zu den von ihm bewässerten, rund 350 km nach Norden reichenden Feldern.
Die Grundsteinlegung erfolgte am 12. Februar 1899 in Anwesenheit des Duke of Connaught. Auf beiden Baustellen waren bis zu 23.000 Arbeiter tätig. Die feierliche Eröffnung fand am 10. Dezember 1902 in Anwesenheit des Duke of Connaught und seiner Gattin statt.

### Folgezeit
Bereits unmittelbar nach der Eröffnung waren alle verfügbaren Wassermengen zugeteilt. Die begehrte Umstellung weiterer Flächen von der saisonalen Bewässerung in Überschwemmungsbassins auf die ganzjährige Kanalbewässerung war kaum möglich. Das seinerzeit weltweit größte Bauwerk dieser Art erwies sich als zu klein. Es wurde deshalb bereits in den Jahren 1907 bis 1912 das erste Mal erhöht. Dazu wurde an der Unterwasserseite eine 5 m starke Mauer so vor die bestehende Staumauer gesetzt, dass ein 5–15 cm breiter Spalt offen blieb. Erst nachdem sich die Temperatur der neuen Mauer in den folgenden zwei Jahren an die der bestehenden Mauer angeglichen hatte, wurde der Spalt mit Mörtel verpresst. Anschließend wurde darauf die einheitliche Dammerhöhung aufgemauert. 1934 wurde die Staumauer erneut erhöht, so dass das Speichervolumen ungefähr fünfmal so groß wie ursprünglich war. Außerdem erhielt die Staumauer zu dieser Zeit das erste ägyptische Wasserkraftwerk.
Die alte Assuan-Staumauer konnte auch nach ihren Erhöhungen ausreichend Wasser nur für die Niedrigwasserperiode des jeweiligen Jahres speichern. Ihr Speichervolumen war jedoch zu klein, um auch eine niedrige Flut auszugleichen oder gar zwei Jahre mit besonders niedrigen Wasserständen zu überbrücken. Dies führte zum Bau des Assuan-Hochdamms, mit dem genügend Wasser gestaut werden kann, um ein voraussichtlich im statistischen Mittel einmal alle hundert Jahre vorkommendes Minimum der Wasserführung auszugleichen. Seit seinem Bau in den Jahren von 1960 bis 1971 hat die alte Assuan-Staumauer ihre Funktion weitgehend verloren, zu ihrer Entlastung wurde der Wasserspiegel wieder etwas abgesenkt.

## Wasserkraftwerk
Die zwei Wasserkraftwerke haben eine installierte Leistung von zusammen 592 MW. Das erste Kraftwerk hat mit sieben Turbinen von jeweils 46 MW eine Gesamtleistung von 322 MW. Es wurde 1960 in Betrieb genommen. Das zweite Kraftwerk hat mit vier Turbinen von jeweils 67,5 MW eine Gesamtleistung von 270 MW. Es wurde 1985 in Betrieb genommen.